# Кросс-фьорд
Кросс-фьорд (норв. Krossfjorden) — тридцатикилометровый фьорд, врезающийся в западное побережье Западного Шпицбергена, самого большого и заселенного людьми острова архипелага Шпицберген. Немного южнее Кросс-фьорда располагается Конгс-фьорд.

## История

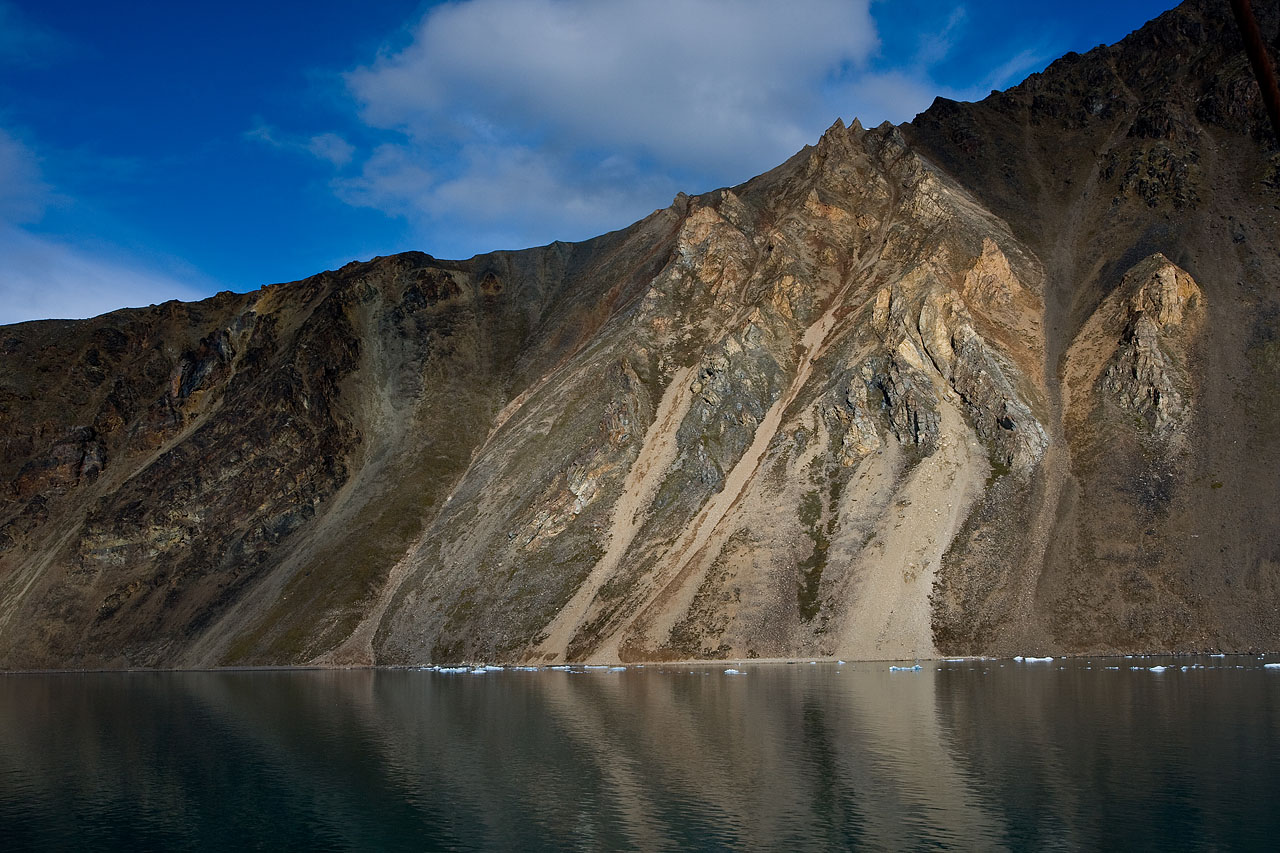
Кроссфьорд

Английский исследователь и путешественник Джонас Пул обнаружил фьорд в 1610 году, назвав его «Закрытая Бухта» (англ. Close Cove). Англичанин Джон Дэниэл нанес фьорд на карту в 1612 году, назвав его Closse Sound. Небольшая бухта юго-западнее Кросфьорда была названа Пулом «Перекрестная дорога» (англ. Cross Road); сейчас она известна как Эбелтофтхамна. На ней была построена первая в Шпицбергене китобойная база (1610). Рядом находятся развалины другой базы, которую, по всей видимости, использовали не часто. На противоположном берегу было обнаружено кладбище XVII века.